# El Niño (oratorio)
El Niño es una ópera-oratorio del compositor contemporáneo estadounidense John Adams. Se estrenó el 15 de diciembre de 2000 en el Théâtre du Châtelet de París por la Orquesta Sinfónica Alemana, el coro London Voices, el Theater of Voices, La Maîtrise de Paris y los solistas Dawn Upshaw, Lorraine Hunt Lieberson y Willard White, con Kent Nagano dirigiendo.  Se ha representado una serie de ocasiones desde entonces y se ha retransmitido por la televisión BBC. En las estadísticas de Operabase aparece con solo 1 representación en el período 2005-2010.
Descrita por Adams como un "oratorio de Navidad", la pieza está diseñada para ser representada igualmente bien tanto en concierto como en escenario. Vuelve a contar la historia de la Navidad, con la primera mitad centrada en los pensamientos de la Virgen María antes del nacimiento y la segunda mitad en lo que ocurre después del nacimiento en el establo de Belén, la matanza que hace Herodes de los Santos Inocentes y los primeros años de Jesús. El texto sigue la historia bíblica tradicional del nacimiento de Jesús pero también incorpora poesía de una amplia variedad de fuentes. Incluye poemas de Rosario Castellanos, Sor Juana Inés de la Cruz, Gabriela Mistral, y Rubén Darío. La obra incluye asimismo pasajes de la Wakefield Mystery Play, el sermón de Navidad de Martín Lutero, el Evangelio de Lucas, y varios evangelios "gnósticos" de los Apócrifos. John Adams también cita "La estrella de Navidad" de Gabriela Mistral y un conjunto coral de "O quam preciosa" por Hildegarda von Bingen.

## Intérpretes
La obra tiene partitura para solistas soprano, mezzosoprano y barítono, un trío de contratenores y orquesta de cuarenta y cinco piezas (que incluye dos guitarras y un sampler), coro SATB y coro de niños. La obra puede representarse como una producción plenamente escenificada o como oratorio de concierto. La producción plenamente escenificada incluye elementos de baile y película creados por Peter Sellars.

## Secciones musicales
El Niño está formada por dos secciones y dura aproximadamente dos horas, y se subdividide a su vez en 13 secciones tal como sigue:

### Parte 1
1. I Sing Of A Maiden
2. Hail, Mary, Gracious!
3. La Anunciación
4. For With God No Thing Shall Be Impossible
5. The Babe Leaped In Her Womb
6. Magnificat
7. Now She Was Sixteen Years Old
8. Joseph's Dream
9. Shake The Heavens
10. Se Habla De Gabriel
11. The Christmas Star

### Parte 2
1. Pues Mi Dios Ha Nacido A Penar
2. When Herod Heard
3. Woe Unto Them That Call Evil Good
4. And The Star Went Before Them
5. The Three Kings
6. And When They Were Departed
7. Dawn Air
8. And He Slew All The Children
9. Memorial De Tlatelolco
10. In The Day Of The great Slaughter
11. Pues Está Tritando
12. Jesus And The Dragons
13. A Palm Tree

## Grabaciones
Hay un DVD de la producción de París de Sellars. Y una grabación de dos cedés con el reparto original del Théâtre du Châtelet en París, lanzado por Nonesuch (79634-2)